# Троицкий сельсовет (Пировский район)
Троицкий сельсовет — упразднённые административно-территориальная единица и муниципальное образование (сельское поселение) в Пировском районе Красноярского края.
Административный центр — село Троица.
28 декабря 2019 года сельское поселение было упразднено в связи с преобразование Пировского муниципального района в муниципальный округ. На уровне административно-территориального устройства соответствующий сельсовет был упразднён со 2 августа 2021 года в связи с преобразованием Пировского района в Пировский округ.

## История
Статус и границы сельского поселения установлены Законом Красноярского края от 28 января 2005 года № 13-2900 «Об установлении границ и наделении соответствующим статусом муниципального образования Пировский район и находящихся в его границах иных муниципальных образований»

## Население
| 2010 | 2012 | 2013 | 2014 | 2015 | 2016 | 2017 |
| ---- | ---- | ---- | ---- | ---- | ---- | ---- |
| 793  | ↘768 | ↘734 | ↗742 | ↘727 | ↘713 | ↘680 |

## Состав сельского поселения
В состав сельского поселения входят 5 населённых пунктов:
| № | Населённый пункт | Тип населённого пункта       | Население |
| - | ---------------- | ---------------------------- | --------- |
| 1 | Бельское         | село                         | 128       |
| 2 | Куренная Ошма    | деревня                      | 79        |
| 3 | Новый Сатыш      | деревня                      | 0         |
| 4 | Пировский        | посёлок                      | 66        |
| 5 | Троица           | село, административный центр | 520       |

## Местное самоуправление
Троицкий сельский Совет депутатов
Дата избрания: 14.03.2010. Срок полномочий: 5 лет. Количество депутатов: 7
Глава муниципального образования
- Варыгин Анатолий Георгиевич. Дата избрания: 14.03.2010. Срок полномочий: 5 лет